# Tabidia insanalis
Tabidia insanalis là một loài bướm đêm trong họ Crambidae.